# Anna Kaworek
Anna Kaworek (ur. 18 czerwca 1872 w Biedrzychowicach, zm. 30 grudnia 1936 w Miejscu Piastowym) – zakonnica, współzałożycielka i pierwsza przełożona generalna Zgromadzenia Sióstr św. Michała Archanioła, pedagog i działaczka społeczna oraz Czcigodna Służebnica Boża Kościoła katolickiego.

## Życiorys

### Pochodzenie i lata młodzieńcze
Urodziła się jako trzecie dziecko w rodzinie Franciszka Kaworka – ekonoma majątku i Franciszki z Langerów. Ustalono tylko imiona sześciu z ośmiorga jej rodzeństwa: Konstancja, Albina, Anna, Berta, Franciszka i Wincenty. Najmłodsza Franciszka idąc śladem Anny, wstąpiła do tworzącego się zgromadzenia.
Anna Kaworek ukończyła szkołę elementarną i w Ujeździe 6-letnią szkołę średnią w języku niemieckim. Pomagała starszej zamężnej siostrze w prowadzeniu gospodarstwa.

### Powołanie zakonne
Mając 21 lat usłyszała od salezjańskiego kleryka Piotra Sikory, że na Podkarpaciu ks. Bronisław Markiewicz tworzy zgromadzenie zakonne, i zadecydowała o wstąpieniu do niego. Przyjechała 25 lutego 1894 r. do Miejsca Piastowego k. Krosna do zgromadzenia ks. B. Markiewicza, jako kandydatka na salezjankę.
W 1897 r. Anna Kaworek wspólnie ze siostrami zaczęła tworzyć Zakład Wychowawczy w Miejscu dla dziewczynek – sierot. Zbudowano wtedy dom drewniany dla 100 sierot.
Gdy w czasie wizytacji w czerwcu 1897 r., stwierdzono, że Miejsce Piastowe nie nadaje się do prowadzenia zakładu wychowawczego, ze względu na ciężkie warunki materialne, ks. Markiewicz dla ocalenia dzieła podjął decyzję zbudowania domu murowanego dla 200 sierot oraz odłączenia się od salezjanów i utworzenia nowej rodziny zakonnej, opartej na pierwotnej regule ks. Jana Bosko.
Po dziesięciodniowych rekolekcjach prowadzonych przez ks. Markiewicza w dniu 5 marca 1898 r. w grupie 6 sióstr Anna Kaworek złożyła pierwsze prywatne śluby, na okres trzech lat, a 1 listopada tegoż roku prywatne śluby wieczyste.
Pomagała wydawać w Miejscu Piastowym czasopismo Powściągliwość i Praca oraz zajmować się sierotami. Należała do Towarzystwa Powściągliwość i Praca, które otrzymało dwukrotnie błogosławieństwo Ojca Świętego Leona XIII 16 listopada 1898 r. i 24 kwietnia 1899 r.

### Praca przełożonej
2 listopada 1898 r. Anna została wybrana przełożoną tworzącej się żeńskiej wspólnoty zakonnej i zarządzała nią przez 38 lat, czyli do końca swego życia, według reguły zakonnej napisanej przez ks. Bronisława Markiewicza. W 1902 r. na życzenie Anny Kaworek ks. Markiewicz wystosował do biskupa pisemną prośbę o zatwierdzenie kongregacji żeńskiej, ale otrzymał odmowę.
Od 1903 r. siostry składały śluby na ręce Anny Kaworek. W tym roku ks. Markiewicz przyjął za patrona dla swoich dzieł św. Michała Archanioła. Siostry ze względu na brak zatwierdzenia tej zakonnej wspólnoty, nie mogły nosić ubioru zakonnego. Chodziły one aż do chwili zatwierdzenia przez władzę kościelną (1928 r.) w czarnych sukniach i chustach, jakich używają na Górnym Śląsku wiejskie dziewczyny.
W 1898 r. Anna Kaworek zaczęła tworzyć Zakład Wychowawczy w Miejscu Piastowym dla dziewcząt – sierot, a w dwa lata później zorganizowała ochronkę dla dzieci na wsi i podjęła opiekę nad chorymi. Bp Józef Sebastian Pelczar w czasie wizyt, wspierał dzieło Anny Kaworek i udzielał zezwolenia na zbieranie składek na wygodniejszy dom dla sierot. 3 lipca 1904 r. przeżyła s. Anna tragedię, czyli pożar domu drewnianego dla sierot.
24 grudnia 1911 r. siostry wybrały ponownie na główną przełożoną Annę Kaworek.
Mimo że choroba i śmierć ks. Markiewicza (29 stycznia 1912 r.) była kolejnym ciosem dla Anny, która nie tylko podjęła się kierownictwa nad dziełem założyciela, ale rozpoczęła budowę domu zakonnego w Miejscu Piastowym. W 1913 r. zaczęła gromadzić materiały. Prace przygotowawcze przerwane zostały przez I wojnę światową, którą Anna Kaworek przetrwała wraz ze siostrami i z dziećmi w Miejscu Piastowym i Pawlikowicach. Dopiero w 1923 r. na nowo przystąpiła do budowy. Ze względu na brak funduszy większość prac wykonywała z siostrami.
Siostra Anna spadła z rusztowania i złamała nogę, cierpiąc z tego powodu do końca życia. Mimo tego pomagała nie tylko przy budowie tego domu, ale przy staraniach o budowę kościoła pw. Matki Bożej Królowej Polski, i w założonej przez ks. Markiewicza drukarni w Miejscu Piastowym oraz w powstającej przy zgromadzeniu szkole zawodowej.
29 września 1925 r. zorganizowała uroczyste poświęcenie kaplicy w nowym domu, a od listopada 1927 r. zamieszkała wspólnie z siostrami, wychowankami i sierotami.
Prof. Bartłomiej Groch z Przemyśla, który pragnął pomóc Annie Kaworek, wyszedł z propozycją utworzenia świeckiego stowarzyszenia wychowawczyń, w którym podtrzymywane by były idee wychowawcze ks. Bronisława Markiewicza. 12 sierpnia 1923 r. utworzono Stowarzyszenie Niewiast im. ks. Bronisława Markiewicza zatwierdzone przez Starostwo we Lwowie.
Przewodniczącą Stowarzyszenia wybrana została Anna Kaworek. Funkcję tę pełniła przez cały czas istnienia do 1928 r. Stowarzyszenia, podtrzymując we wszystkich niezachwianą wiarę w zatwierdzenie kościelne. Ponowne starania o zatwierdzenie podjęła, gdy rządy w diecezji przemyskiej objął ks. bp Anatol Nowak z Kańczugi, późniejszy rektor Wyższego Seminarium w Krakowie. W załatwieniu tej sprawy korzystała z pomocy ks. Antoniego Sobczaka, generała michalitów oraz ks. prof. Jana Rotha, jezuity, który poprawił Konstytucje zgodnie z wymogami prawa kanonicznego.
Ks. bp Anatol Nowak osobiście poparł tę sprawę u Ojca św. Piusa XI, który 20 kwietnia 1928 r. zatwierdził w Rzymie nową rodzinę zakonną pod urzędową nazwą: Towarzystwo Sióstr św. Michała Archanioła. Wiadomość tę otrzymały siostry 7 maja 1928 r., a uroczyste promulgowanie dokonane przez ks. bp. A. Nowaka odbyło się w Miejscu Piastowym 21 sierpnia 1928 r. i tego dnia odbyły się wybory do Rady Generalnej Towarzystwa Sióstr, Annę Kaworek wybrano Matką Generalną. Przewodniczyła obradom I Kapituły Generalnej. 29.09.1928 r. Matka Generalna Anna wraz z innymi siostrami przeżywała uroczystość obłóczyn zakonnych i rozpoczęcia kanonicznego, dwuletniego nowicjatu. 29 września 1930 r. odbyła się pierwsza profesja zakonna, którą złożyła w grupie 64 sióstr, a w trzy lata później profesję wieczystą, którą okupiła kolejnym cierpieniem: zachorowała i nie mogła brać udziału we wspólnej uroczystości. Złożyła profesję wieczystą w obecności kapłana i sióstr w swoim pokoju. 21 sierpnia 1934 r. Matka Anna zwołała obrady II Kapituły Generalnej, której obradom przewodniczyła.
Śmierć rodzonej siostry Franciszki Kaworek, asystentki i dyrektorki domu, najbliższej współpracowniczki, była dla Matki Anny bardzo bolesnym przeżyciem, które wpłynęło ujemnie na jej zdrowia.

### Śmierć i proces beatyfikacyjny
Zmarła w Miejscu Piastowym 30 grudnia 1936 r. w godzinach rannych. Pogrzeb odbył się 2 stycznia 1937 r. przy licznym udziale księży, sióstr, dzieci i gości. Spoczęła w grobowcu obok swej rodzonej siostry Franciszki – zmarłej w 1935 r. dyrektorki Domu Zakonnego.
2 grudnia 1993 r. w Przemyślu został rozpoczęty proces beatyfikacyjny przez arcybiskupa Józefa Michalika. 14 marca 1997 r. po ekshumacji jej trumna została przeniesiona do krypty w domu macierzystym Zgromadzenia w Miejscu Piastowym. Po zakończeniu procesu na szczeblu diecezjalnym, 30 grudnia 1997 r. otwarto proces beatyfikacyjny w Rzymie. 15 stycznia 2019 watykańska Kongregacja Spraw Kanonizacyjnych za zgodą papieża Franciszka ogłosiła heroiczność jej cnót. Odtąd przysługuje jej tytuł Czcigodnej służebnicy Bożej.